# Werner Hösli
Werner Hösli, né le 30 août 1961 à Haslen, est un homme politique suisse membre de l'Union démocratique du centre. Il représente le canton de Soleure au Conseil des États de 2014 à 2019.

## Biographie
Originaire de Glaris Sud, Werner Hösli est secrétaire communal (Gemeindeschreiber) de Haslen entre 1982 et 1986, membre du conseil communal entre 1986 et 1994 et président de la même commune entre 1994 et 2001. En 2001, il est élu au parlement du canton de Glaris et y siège jusqu'en 2009. Le 1er juin 2014, il est élu au Conseil des États pour succéder à This Jenny après sa démission pour raisons de santé. Il y siège dans les commissions de l'environnement, de l'aménagement du territoire et de l'énergie, des finances, et des transports et des télécommunications. Réélu en 2015, il ne se représente pas en 2019.
Werner Hösli est directeur d'un centre pour personnes âgées. Il est également membre du conseil d'administration d'une filature de Linthal.
Il est marié, père d'un fils et vit à Haslen.